# Lago Qinghai
El lago Qinghai (en chino, 青海湖; pinyin, Qīnghǎi Hú; literalmente, ‘lago del mar turquesa’) es el mayor lago de China. Está ubicado al noreste de la provincia de Qinghai, a la que da nombre.
El lago Qinghai recibe las aguas de 23 ríos y arroyos, y se encuentra situado a 3.205 m por encima del nivel del mar, en una depresión de la meseta Tibetana.

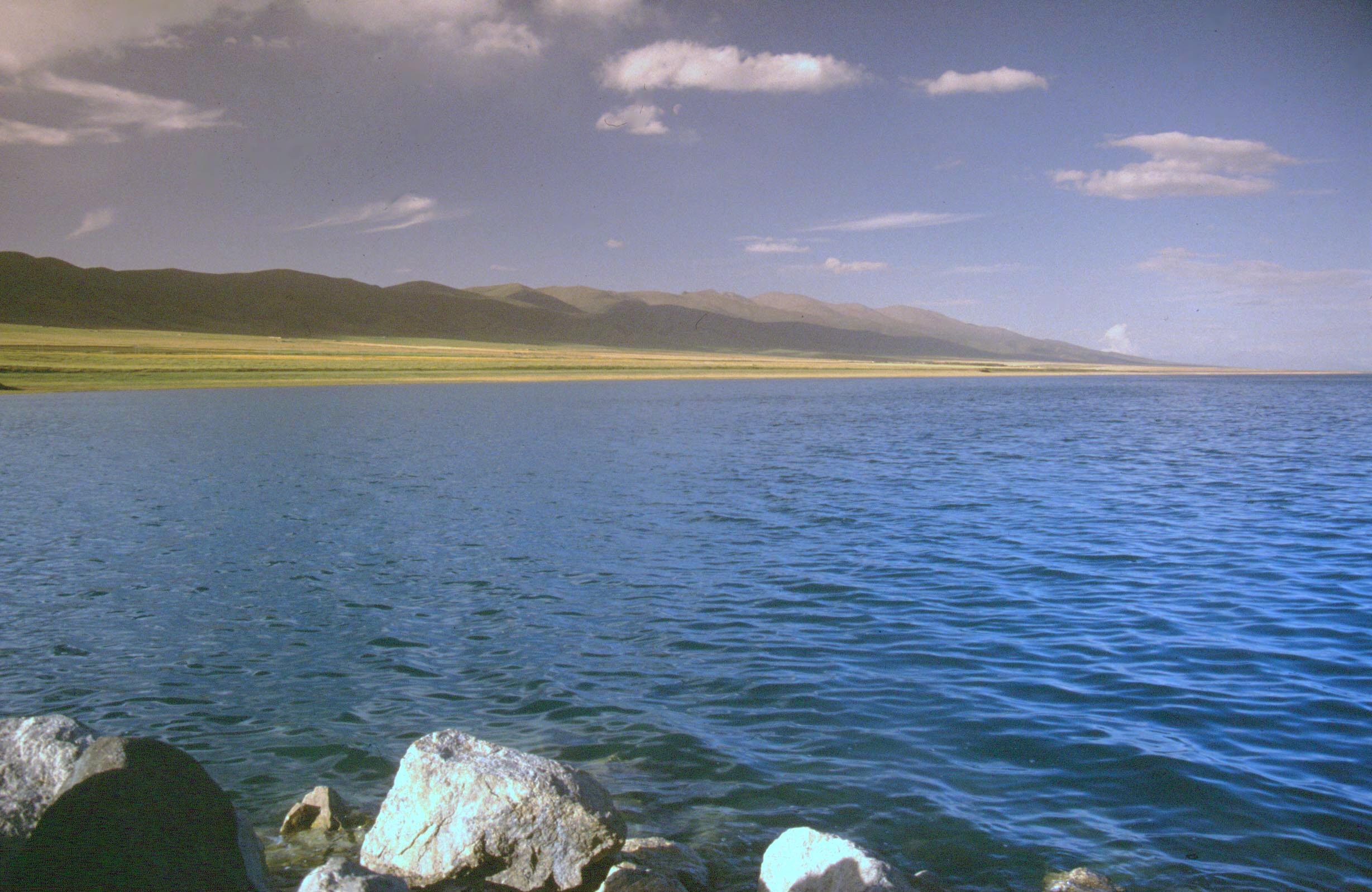
Imagen de la orilla sur del lago Qinghai

La zona del lago fue tradicionalmente una zona fronteriza entre los pueblos mongoles y tibetanos, por lo que el lago fue conocido en Occidente por su nombre de origen mongol Kokonor. En mongol moderno, este nombre se escribe Хөх нуур (Höhnuur) y significa lago azul. Las versiones tibetana y manchú del nombre tienen el mismo significado. El nombre en chino Qinghai (青海, pinyin: Qīnghǎi) significa literalmente "mar azul" y da nombre a la provincia de Qinghai.

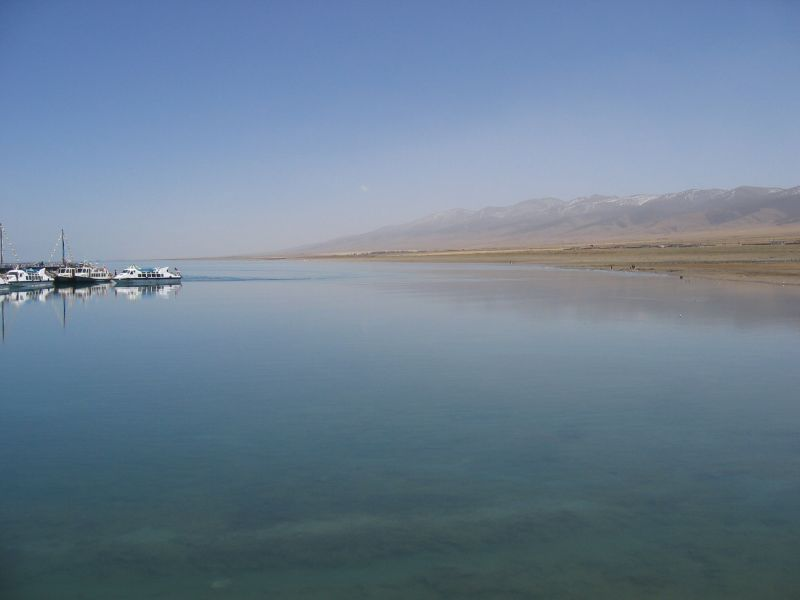
Imagen del lago en mayo de 2006

La superficie del lago es de 5.694 km², pero se ha reducido en los últimos años (hasta 4.635 km², según algunas fuentes), y tiene 360 km de perímetro. A pesar de su alta salinidad, presenta una abundancia de especies marinas, como el pez comestible huángyú (湟鱼).
El lago Qinghai se encuentra en la provincia noroccidental de Qinghai, a la que da nombre, concretamente en la división entre las dos prefecturas autónomas tibetanas de Hainan y Haibei. Es el punto de encuentro de varias rutas migratorias de aves en Asia. Muchas especies hacen parada en el lago Qinghai en sus migraciones estacionales. Debido a esta característica del lago, este ha sido un centro de atención en las medidas de seguimiento de la propagación del virus H5N1 de la gripe aviaria, ya que una aparición del virus en el lago podría extenderlo con suma facilidad por Asia y Europa. De hecho, se han identificado casos aislados de H5N1 en el lago.
Al nordeste del lago se encuentran las «islas de los pájaros» (isla del Cormorán e isla del Huevo), que han sido reservas de aves de la Zona de Protección Natural del Lago de Qinghai desde 1997. Durante el invierno la superficie del lago permanece helada durante un máximo de tres meses.

## Geografía
El lago Qinghai se encuentra a unos 100 kilómetros (62,1 mi) al oeste de Xining en una hondonada de la meseta tibetana a 3205 metros (3505,0 yd) sobre el nivel del mar. Se encuentra entre la Prefectura Autónoma Tibetana de Haibei y la Prefectura Autónoma Tibetana de Hainan en el noreste de Qinghai, en el noroeste de China. El lago ha fluctuado en tamaño, reduciéndose durante gran parte del siglo XX pero aumentando desde 2004. Tenía una superficie de 4317 km2, una profundidad media de 21 m y una profundidad máxima de 25,5 m en 2008.
Veintitrés ríos y arroyos desembocan en el lago Qinghai, la mayoría de ellos estacionales. Cinco arroyos permanentes proporcionan el 80% de la afluencia total. La afluencia relativamente baja y las altas tasas de evaporación han convertido al Qinghai en salino y alcalino; en la actualidad tiene unas 14 ppt de sal con un pH de 9. 3. Ha aumentado su salinidad y basicidad desde principios del Holoceno.
En el extremo de la península, en el lado occidental del lago, se encuentran la Isla del Cormorán y la Isla del Huevo, conocidas colectivamente como las Islas de los Pájaros.
El lago Qinghai quedó aislado del río Amarillo hace unos 150.000 años. Si el nivel del agua subiera aproximadamente 50 m, la conexión con el río Amarillo se restablecería a través del paso bajo hacia el este utilizado por la carretera S310.
Hace 18.000 años, justo después del final del Último Máximo Glacial, el nivel del lago Qinghai era unos 30 metros inferior al actual. Entre hace 15.600 y 10.700 años, los niveles del lago secularmente aumentaron hasta unos 10 metros por debajo del nivel actual del lago, tras lo cual descendieron ligeramente hasta hace unos 9.200 años, cuando empezaron a subir de nuevo. Hace unos 5.900 años, el nivel de los lagos alcanzó un máximo de unos metros por encima del actual, antes de volver a descender en medio de una tendencia regional de enfriamiento y desecación hasta hace 1.400 años, cuando se situó a menos de 10 metros por debajo de los niveles medios modernos. A continuación, comenzaron a subir de nuevo hasta alcanzar su nivel actual.

## Fragmentación del lago
Con anterioridad a los años 1960, 108 ríos de agua dulce vertían sus aguas en el lago. En el año 2003, un 85% de los ríos se han secado, entre ellos el río Buha, el que vertía mayor caudal de agua en el lago. Entre 1959 y 1982, el descenso anual del nivel de las aguas ha sido de 10 centímetros, tendencia que se logró invertir entre 1983 y 1989, pero que se ha acentuado desde entonces. La Academia China de Ciencias señaló en 1998 que el lago se encontraba de nuevo bajo la amenaza de una pérdida importante de superficie debida al exceso de actividad agrícola, reclamaciones de terreno y causas naturales. La superficie del lago se ha reducido en un 11,7 % en el periodo transcurrido entre los años 1908 y 2000.
Como resultado de esto, tal vez en combinación con movimientos de dunas, las superficies menos profundas del lago han quedado al descubierto, y varias masas de agua han quedado separadas del cuerpo principal del lago durante el siglo XX. En los años 1960 el lago Gǎhǎi (尕海), de 48,9 km², surgió en la parte norte del lago. Durante los años 1980 otro nuevo lago, el Shādǎo (沙岛), de 19,6 km², se separó en el noroeste, mientras que en el nordeste ha surgido el lago Hǎiyàn (海晏) con 112,5 km². En el año 2004 otros 96,7 km² se separaron de la masa principal de agua. Es más, en las zonas ribereñas del lago han quedado aislados al menos otros seis pequeños lagos. La superficie de agua total se ha reducido en 312 km² durante las últimas tres décadas.

## Sitio Ramsar de Niaodao

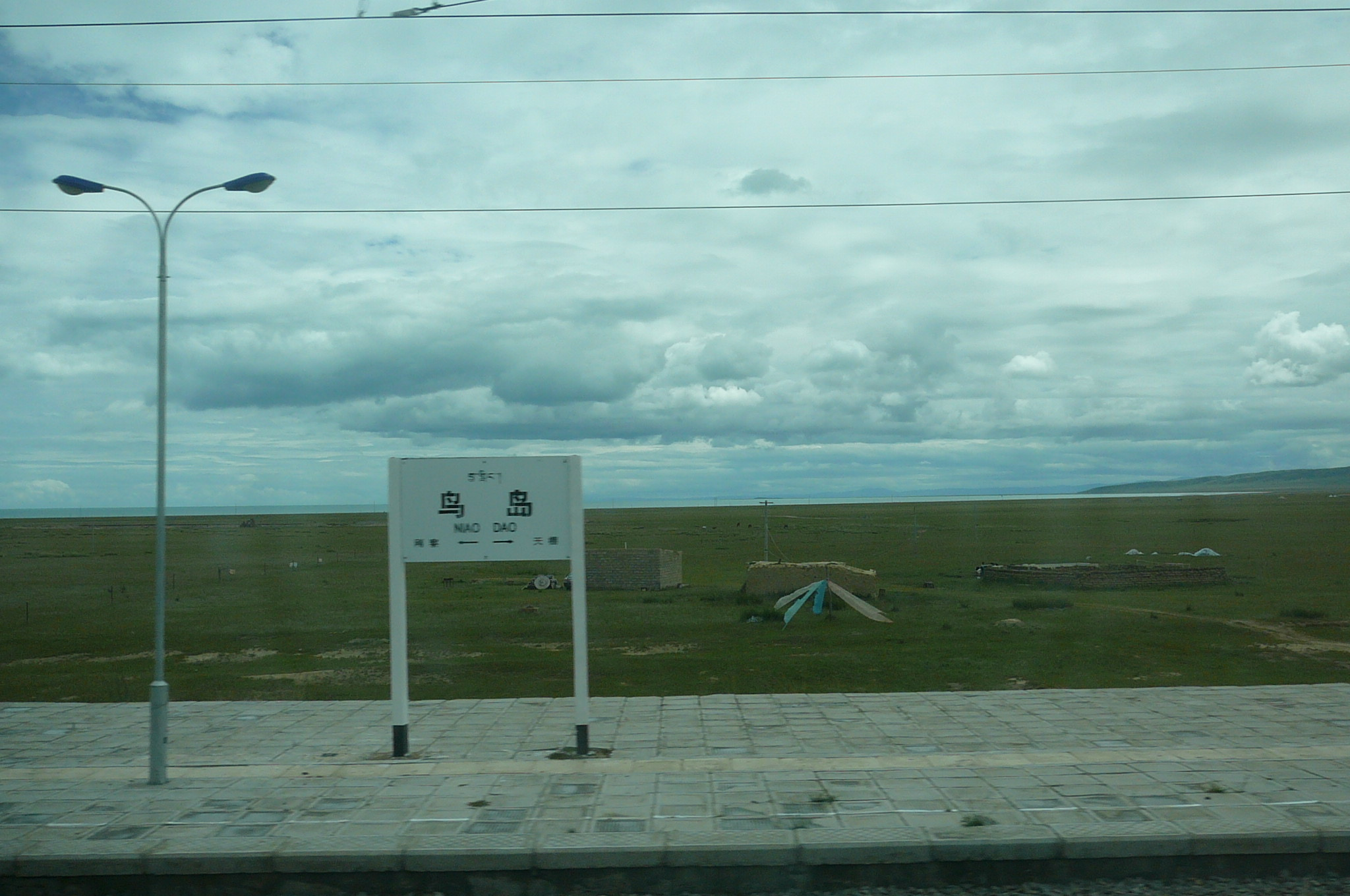
Estación de Niaodao

En 1992, se crea el sitio Ramsar de Niaodao, que significa 'isla de los Pájaros', al oeste del lago Qinghai (36°49′N 100°10′E). El sitio tiene una extensión de 536 km2, centrado en una isla situada al noroeste del lago, unida a la orilla por su parte occidental por una zona de dunas semisumergida. La isla en sí está formada por dos islas, Haixi Pi, al este, y Haixi Shan, al oeste, cuatro veces más pequeña que la anterior, pero donde se congregan la mayoría de las aves del lago. Cuando llegan la primavera y el verano, muchas aves vuelan desde montañas y desiertos lejanos para reproducirse aquí. En los meses más ruidosos de abril y mayo, su número puede ascender a diez mil, la mayoría de las cuales se detienen en Haixi Shan y ponen huevos allí. Con huevos esparcidos por toda la isla, Haixi Shan también se llama la 'isla del huevo'. La extensión de la isla de los Pájaros, Niaodao, es de solo 80 ha; la isla del Huevo, tiene 1500 m y solo 11 ha, pero se está expandiendo al disminuir el agua del lago; su parte superior está a 7,6 m. La protección de la isla ha garantizado un aumento de las aves, que estaban disminuyendo debido a la captura de los huevos. El número de aves puede alcanzar las 50.000 cada año, aunque algunos meses alcanza los 160.000. Las aves vienen en marzo y abril del sur de China y el sudeste asiático, entre gansos, grullas y patos. En mayo y junio, los huevos cubren casi toda la isla. En julio y agosto, las aves recién nacidas y sus padres llenan el cielo. A finales de septiembre, vuelan hacia el sur. Los turistas en la zona pueden llegar a los 100.000 anuales. El Gobierno ha construido búnkeres y observatorios para que los turistas observen a las aves sin molestarlas.

## Parque nacional del lago Qinghai
En agosto de 2022, China aprobó la creación de un parque nacional en el lago Qinghai, que entraría en vigor el año 2024.

### Vida salvaje

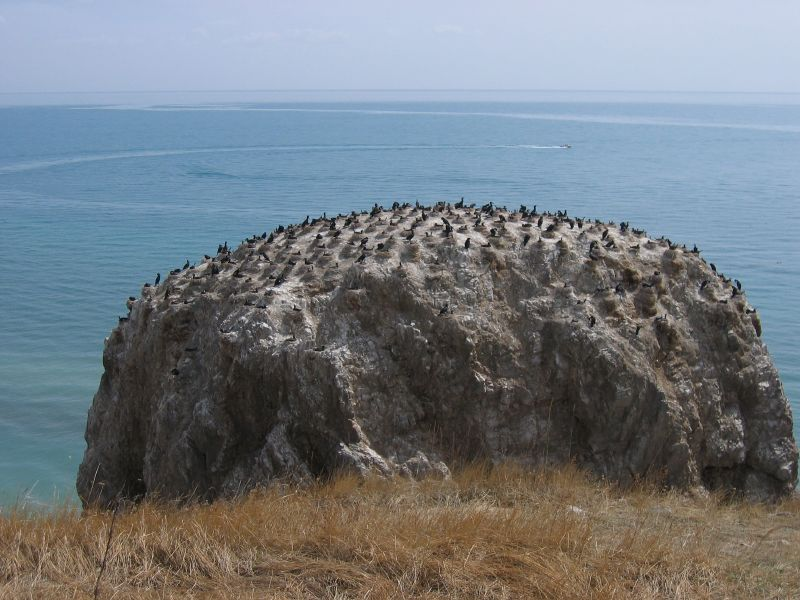
Isla de las Aves.

El lago está situado en la encrucijada de varias rutas migratorias de aves a través de Asia. Muchas especies utilizan Qinghai como parada intermedia durante la migración. Como tal, es un punto focal en la preocupación mundial por la gripe aviar (H5N1), ya que un brote importante aquí podría propagar el virus por Europa y Asia, aumentando aún más las posibilidades de una pandemia. Ya se han identificado brotes menores de H5N1 en el lago. Las Islas de las Aves son santuarios de la Zona de Protección Natural del Lago Qinghai desde 1997.
Hay cinco especies de peces autóctonos: La carpa desnuda comestible (Gymnocypris przewalskii, en chino simplificado, 湟鱼; pinyin, huángyú), que es la más abundante en el lago, y cuatro lochas de roca (Triplophysa stolickai, T. dorsonotata', T. scleroptera y T. siluroides). Otras especies de peces del río Amarillo se encontraban en el lago, pero desaparecieron con el aumento de la salinidad y la basicidad, a partir de principios del Holoceno.

## Historia

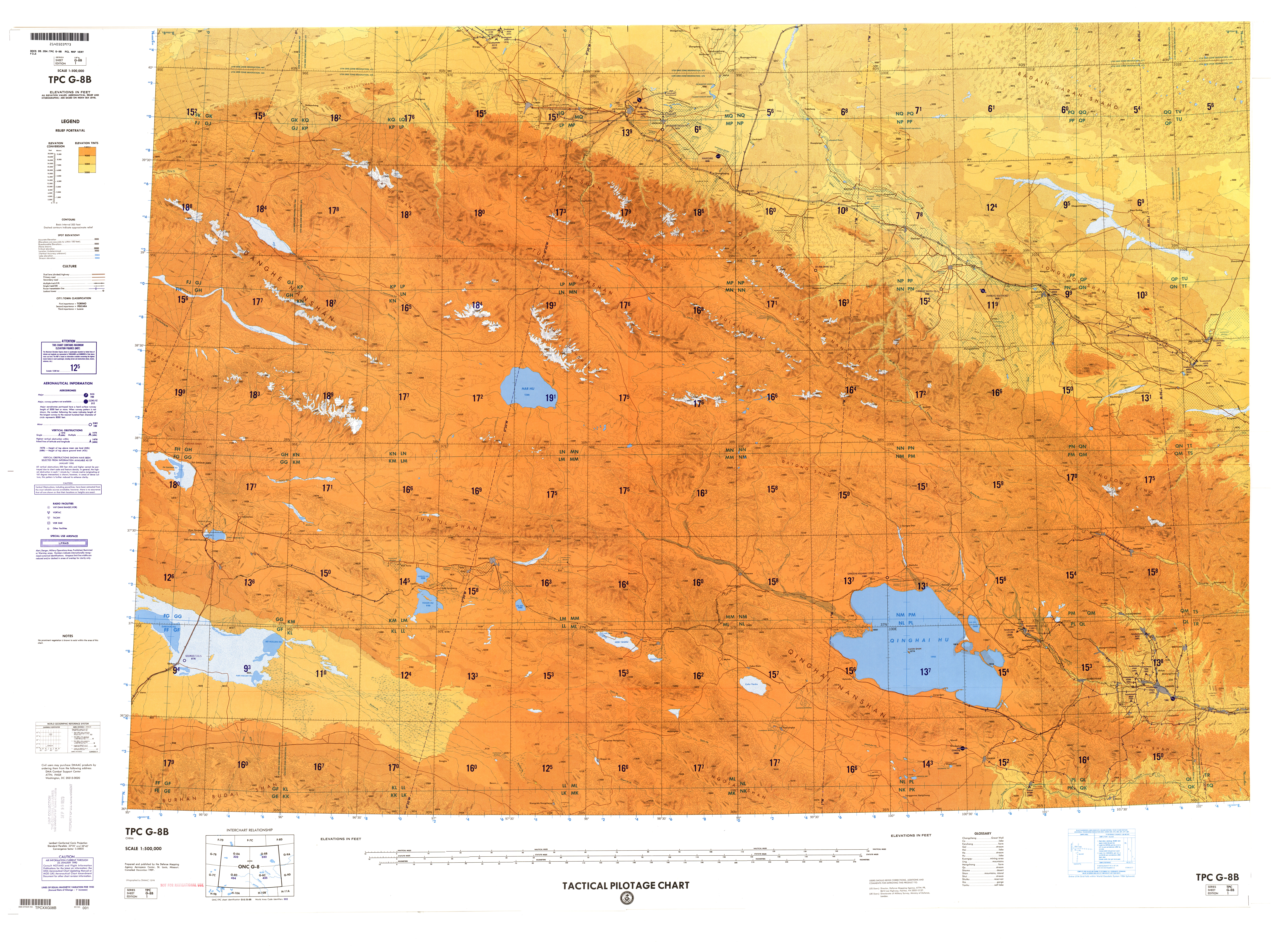
Mapa con el lago Qinghai

Durante la dinastía Han (206 a. C.-220 d. C.), un número considerable de chinos Han vivían en el valle de Xining, al este. En el siglo XVII, las tribus mongoles que hablaban Oirat y Khalkha emigraron a Qinghai y se conocieron como mongoles de Qinghai. En 1724, los mongoles de Qinghai liderados por Lobzang Danjin se rebelaron contra la dinastía Qing. El emperador Yongzheng, tras sofocar la rebelión, despojó a Qinghai de su autonomía e impuso un gobierno directo. Aunque algunos tibetanos vivían alrededor del lago, los Qing mantuvieron una división administrativa desde la época de Güshi Khan entre el reino occidental del Dalái lama (ligeramente más pequeño que la actual Región Autónoma del Tíbet) y las zonas habitadas por tibetanos en el este. Yongzheng también envió colonos Manchúes y Han para diluir a los mongoles.
Durante el gobierno nacionalista (1928-1949), los Han constituían la mayoría de los residentes de la provincia de Qinghai, aunque los musulmanes chinos (Hui) dominaban el gobierno. El general del Kuomintang Hui Ma Bufang, habiendo invitado a los musulmanes kazajos, se unió al gobernador de Qinghai y a otros altos cargos del gobierno nacional y de Qinghai para celebrar una ceremonia conjunta en el lago Kokonuur para rendir culto al Dios del Lago. Durante el ritual, se cantó el himno nacional chino y todos los participantes se inclinaron ante un retrato del fundador del Kuomintang Sun Yat-sen, así como ante el Dios del Lago. Los participantes, tanto Han como musulmanes, hicieron ofrendas al dios.

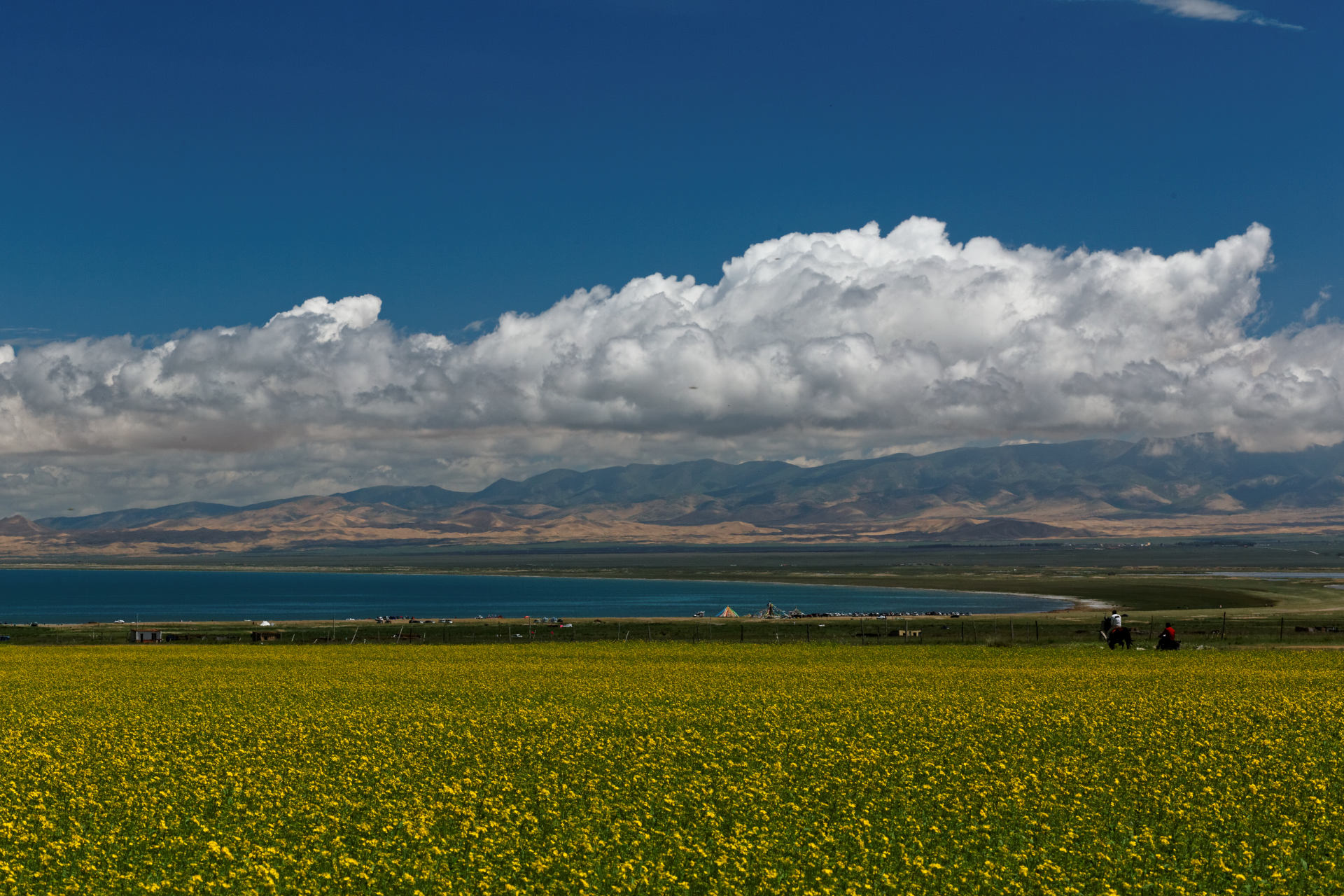
Vista del lago Qinghai, 2016.

Tras la Revolución china de 1949, los refugiados del movimiento antiderechista de la década de 1950 se asentaron en la zona al oeste del lago Qinghai. Tras la reforma económica china de la década de 1980, atraídos por las nuevas oportunidades de negocio, aumentó la migración a la zona, lo que provocó tensiones ecológicas. La producción de hierba fresca en el condado de Gangcha, al norte del lago, descendió de una media de 2057 kg/ha a 1271 kg/ha en 1987. En 2001, la Administración Forestal Estatal de China lanzó la campaña "Retirar las tierras de cultivo, restaurar los pastizales" (退耕，还草) y comenzó a confiscar las armas de los pastores tibetanos y mongoles para preservar la gacela de Przewalski, especie en peligro de extinción.
Antes de la década de 1960, 108 ríos de agua dulce desembocaban en el lago. En 2003, el 85% de las desembocaduras de los ríos se habían secado, incluido el mayor afluente del lago, el río Buha. Entre 1959 y 1982, se produjo un descenso anual del nivel del agua de 10 centímetros (3,9 plg), que se invirtió a un ritmo de 10 cm/año entre 1983 y 1989, pero ha seguido bajando desde entonces. La Academia China de las Ciencias informó en 1998 de que el lago volvía a estar amenazado por la pérdida de superficie debido al pastoreo excesivo, las reclamaciones de tierras y causas naturales. La superficie disminuyó un 11,7% entre 1908 y 2000. Durante ese periodo, las zonas más altas del fondo del lago quedaron al descubierto y numerosas masas de agua se separaron del resto del lago principal. En la década de 1960, el 48,9 kilómetros cuadrados (18,9 mi²) Lago Gahai (尕海, Gǎhǎi) apareció en el norte; Lago Shadao (沙岛, Shādǎo), con una superficie de 19,6 km² (7,6 mi²) al noreste, le siguió en la década de 1980, junto con el Lago Haiyan (海晏, Hǎiyàn) de 112,5 km² (43,4 mi²).
Otro 96,7 km² (37,3 mi²) lago hijo se separó en 2004. Además, el lago se ha dividido ahora en media docena más de pequeños lagos en la frontera. El Centro Provincial de Teledetección de Qinghai atribuyó la separación del lago Qinghai a la contracción de la superficie del agua como consecuencia de la bajada del nivel del agua y la desertización de la región. La superficie del agua se ha reducido en 312 km² (120,5 mi²) durante las tres últimas décadas.

## Cultura
En la parte occidental del lago hay una isla con un templo y algunas ermitas llamada "Mahādeva, el corazón del lago" (mTsho snying Ma hā de wa) que históricamente albergó un monasterio budista. El templo también se utilizaba para fines religiosos y ceremonias. Durante el verano no se utilizaba ningún barco, por lo que los monjes y peregrinos viajaban de ida y vuelta sólo cuando el lago se congelaba en invierno. Un nómada describió el tamaño de la isla diciendo que: "si por la mañana una cabra empieza a hojear la hierba a su alrededor en el sentido de las agujas del reloj y su cabrito en sentido contrario, sólo se encontrarán por la noche, lo que demuestra lo grande que es la isla". También se conoce como el lugar al que emigraron Gushri Khan y otros Khoshut Mongols durante la década de 1620.
En la actualidad, el lago es circunnavegado por peregrinos, principalmente budistas tibetanos, especialmente cada Año del Caballo del ciclo de 12 años. Nikolay Przhevalsky estimó que se tardaría unos ocho días a caballo o 15 caminando en circunvalar el lago, pero los peregrinos afirman que se tarda unos 18 días a caballo, y uno tardó 23 días caminando en completar el circuito.